# ゲディミナス・バグドナス
ゲディミナス・バグドナス（Gediminas Bagdonas、1985年12月26日 - ）は、リトアニア、シャウレイ出身の自転車競技（ロードレース）選手。2020年現在は、チーム・クライペダに所属。

## 来歴

### アマチュア
ジュニアカテゴリーでは、2003年にトラックのヨーロッパ選手権団体追い抜きで銅メダルを獲得。U23カテゴリーに上がった2005年と2006年は、シマス・コンドロタス、イグナタス・コノヴァロヴァス、アイディス・クルオピスと共にヨーロッパ選手権団体追い抜きで2年連続銅メダルを獲得。2006年には個人追い抜きでも銀メダルを獲得した。

### コンチネンタルチーム
2007年、リトアニア人監督のアルトゥラス・トゥルンパウスカスが率いる、ベルギー籍のコンチネンタルチーム、クライペダで活躍。リトアニア選手権個人タイムトライアルで優勝し、ベルギーでは、トリプティック・デ・バラージュ、ツール・ド・アンヴェル、グランプリ・ド・ゲールを制した。
2008年、トゥルンパウスカス監督と、クライペダに所属していたリトアニア人選手5人とともにカザフスタン籍のコンチネンタルチームであるウランに加入した。
2009年、リトアニア籍の新規コンチネンタルチームであるチーム・ピエモンテに加入。しかし、チームは4月に解散し、2年ぶりにベルギーに活動拠点を移し、シマス・コンドロタスともにティーレンでアマチュア選手として活動。メモリアル・フィリップ・ファン・コニングスローを制した。
2010年、シマス・コンドロタスと共にPCWアリプラストに加入し、アントワープ・プロバンス・ツアーでステージ優勝。デンマーク・コペンハーゲンで開催された世界選手権トラックレースに出場し、個人追い抜きで22位。ポーランド・プルシュクフで行われたヨーロッパ選手権トラックレースでもいくつかの種目に出場した。

### アンポスト・ショーンケリー
2011年にはベルギー籍のコンチネンタルチーム、アンポスト・ショーンケリーに加入。アンポスト・ラスとロンド・ド・ロワーズで区間優勝を挙げ、総合優勝。リトアニア選手権個人タイムトライアルでは2度目の優勝を果たした。9月にはコペンハーゲンで開催された世界選手権ロードレースに出場し、タイムトライアルでは32位、ロードレースでは25位。2012年の初め、ベルギーで多くのレースで上位入賞（ドリダーフス・ファン・ウェスト＝フラーンデレン、オムロープ・ファンン・ヘット・ワースランド、ハンザーメ・クラシック、ゼリック～ガムラージュ）。4月にはオランダで行われたロンド・ファン・ノールト・オランドで優勝。数日後のオムロープ・デル・ケンペンで2位となり、その後、アンポスト・ラスで区間2勝、ベルゼール～ピュイヴェルデ、メモリアル・フィリップ・ファン・コニングスローを制した。6月末にはリトアニア選手権ロードレースを制して、初のリトアニアロードチャンピオンになった。7月にはロンドンオリンピックに、ラムーナス・ナヴァルダウスカスとともにリトアニア代表としてロードレースに出場し集団内で完走。8月にはバルティック・チェーン・ツアーで区間3勝を上げ総合優勝。UCIヨーロッパツアーランキング11位でこのシーズンを終えた。10月、リトアニア・パネヴェジースで開催されたヨーロッパ選手権トラックレースに出場し、オムニアムで銅メダルを獲得した。

### AG2R・ラ・モンディアル
2013年、フランスのUCIワールドツアーチームであるAG2Rラ・モンディアルに2年契約で加入。ツアー・ダウンアンダーでシーズンイン。2月にはツアー・オブ・カタールに出場し総合17位。ヨーロッパの初戦はオムロープ・ヘット・ニウスブラットで123位完走。その後、ドリダーフス・ファン・ウェスト＝フラーンデレンでは第1ステージで7位に入った。その後、北のクラシックにも参加し、ロンド・ファン・フラーンデレンではDNFだったものの、パリ〜ルーベは103位で完走。イタリア・トスカーナで行われた世界選手権ロードレースにもリトアニア代表として参加し、個人タイムトライアルで24位、ロードレースは59位完走。
2014年は、2年連続でパリ〜ルーベに出場し、リーダーのセバスティアン・テュルゴとダミアン・ゴダンのために集団を牽引した。
2017年は、ツール・ポワトゥー＝シャラント・アン・ヌーヴェル＝アキテーヌで総合8位入賞。
2018年8月に開催されたヨーロッパ選手権ロードレースにリトアニア代表として選出され、個人タイムトライアルでは25位、ロードレースでは39位に入った。同月、ツール・ポワトゥー＝シャラント・アン・ヌーヴェル＝アキテーヌでは総合6位に入った。
2019年6月には、ベラルーシ・ミンスクで行われたヨーロッパ競技大会の個人タイムトライアルで5位に入賞。この年をもってAG2R・ラ・モンディアルを離れた。

### クライペダ復帰
2020年は、クライペダに復帰。リトアニア選手権個人タイムトライアルではエヴァルダス・シシュケヴィチュスに次ぐ2位に入り、ロードレースでは優勝しリトアニアチャンピオンとなった。

## 主な成績
2003年
- ヨーロッパ選手権ジュニア
  - チームパシュート 3位

2004年
- リトアニア選手権
  - 個人タイムトライアル 3位

2005年、リトアニアのアマチュアチーム、クライペダに加入。
- Tweedaagse van de Gaverstreek
  - 区間1勝(第1)
- オリンピア・ツアー
  - 総合3位
- ヨーロッパ選手権U23
  - チームパシュート 3位

2006年
- Nazareth(ケルメス) 優勝
- Dwars door het Hageland 優勝
- オリンピア・ツアー
  - 総合23位
- リトアニア選手権
  - 個人タイムトライアル 2位
- ヨーロッパ選手権U23
  - パシュート 2位
  - チームパシュート 3位

2007年、所属チームのグライペダがUCIチームになりアマチュアからプロに転向する。
- リトアニア選手権
  - 個人タイムトライアル 優勝
- リトアニア選手権U23
  - 個人タイムトライアル 優勝
- GP Stad Geel 優勝
- Beverbeek Classic 7位
- スヘルデプライス 24位
- スハール・セルス 7位

2008年、カザフスタンのコンチネンタルチーム、ウランに移籍。
2009年、リトアニアのコンチネンタルチーム、チーム・ピエモンテに移籍。
- Memorial Van Coningsloo(UCI1.2) 優勝
- リトアニア選手権
  - 個人タイムトライアル 4位
  - ロードレース 2位

2010年、アマチュアチームに移籍。
- 世界選手権トラック
  - パシュート 22位
- リトアニア選手権
  - 個人タイムトライアル 5位
  - ロードレース 4位
- Tartu GP(UCI1.1) 優勝

2011年、ショーン・ケリー率いる、アンポスト・ショーンケリーに移籍し頭角を現し始める。
- An Post Ras(UCI2.2)
  - 区間2勝(第2.4)
  - 総合優勝
- Ronde de l'Oise(UCI2.2)
- 区間1勝(第2)
  - 総合優勝
- リトアニア選手権
  - 個人タイムトライアル 優勝
  - ロードレース 2位
- ツアー・オブ・ブリテン(UCI2.1)
  - 区間1勝(第7)
  - 総合34位
- 世界選手権ロード
  - 個人タイムトライアル 32位
  - ロードレース 25位

2012年
- ドリダーフス・ファン・ウェスト＝フラーンデレン
  - 総合8位
- Omloop van het Waasland(UCI1.2) 3位
- Handzame Classic(UCI1.1) 7位
- ルント・ウム・ケルン 2位

2018年
- リトアニア選手権 優勝（個人タイムトライアル、ロードレース）

2019年
- リトアニア選手権 優勝（個人タイムトライアル）

2020年
- リトアニア選手権 優勝（ロードレース）